# Argyroeides minuta
Argyroeides minuta là một loài bướm đêm thuộc phân họ Arctiinae, họ Erebidae.